# SpaceX CRS-21
SpaceX CRS-21 – pierwsza bezzałogowa misja zaopatrzeniowa statku Dragon 2 firmy SpaceX do Międzynarodowej Stacji Kosmicznej. Start odbył się 6 grudnia 2020 r. Dolny stopień rakiety po udanym locie powrócił na Ziemię i wylądował na barce OCISLY na Oceanie Atlantyckim. Automatyczne dokowanie do stacji ISS odbyło się 7 grudnia. Na pokładzie Dragona CRS-21 znalazło się 2914 kg zaopatrzenia. W bagażniku zewnętrznym statku znalazła się śluza Bishop firmy Nanoracks, służąca do wypuszczania w przestrzeń kosmiczną satelitów bezpośrednio z pokładu ISS. Śluza ta jest pięć razy większa, niż dotychczas wykorzystywana do tego celu śluza w japońskim module Kibō.
Pełny ładunek misji:
- śluza Bishop (1090 kg)
- eksperymenty naukowe (953 kg)
- zaopatrzenie załogi (364 kg)
- wyposażenie stacji (317 kg)
- wyposażenie do spacerów kosmicznych (120 kg)
- sprzęt komputerowy (46 kg)
- sprzęt rosyjski (24 kg)